# Melanococcus fasciatus
Melanococcus fasciatus är en insektsart som beskrevs av Williams 1985. Melanococcus fasciatus ingår i släktet Melanococcus och familjen ullsköldlöss. Inga underarter finns listade i Catalogue of Life.